# Ricardo Saro
Ricardo Saro (* 27. November 1947 in Santander, Spanien) ist ein deutscher Maler.

## Biographie
Ricardo Saro wuchs in Deutschland auf. Er besuchte von 1967 bis 1972 die Werkkunstschule in Hannover, wo er ein Studium der Bildhauerei absolvierte. Da bereits zu dieser Zeit sein Interesse sich in immer stärkerem Maße auf die Malerei richtete, ging er danach an die Universität der Künste Berlin, wo er von 1973 bis 1980 Malerei, Kunstgeschichte und Philosophie studierte. Dort wurde er Meisterschüler von Johannes Geccelli. 1993 erhielt er den Sprengelpreis für Bildende Kunst. Von 1996 bis 1998 lehrte Saro als „artist in residence“ an der Universität Witten-Herdecke.
Seine Arbeiten wurden in zahlreichen Museen und Kunstvereinen ausgestellt.
Ricardo Saro wurde mit seinem Werk in die "Künstlerdatenbank und Nachlassarchiv Niedersachsen" aufgenommen.

## Werk
Saros selbständige Arbeit begann in den 1970er Jahren. Als Student entwickelte er einen eigenen, existentiell aufgeladenen „Fotorealismus“. In der Folgezeit löste er die Gegenständlichkeit zunehmend auf, bis er in den 1980er Jahren zu einer Bildkonzeption fand, bei der einzig die Farbe zur Grundlage der gesamten Bildwirkung wurde. Die Farbe war von nun an sein künstlerisches Medium, das seine Arbeit bis heute bestimmt.
„Ihre ganz eigene Bildsprache innerhalb der ‚Farbmalerei‘ gewinnen Saros Bilder vor allem durch das ihr zugrunde liegende Verständnis der Farbe. Er begreift sie nicht nur als rein visuelles Phänomen, sondern aus der Einsicht, dass die Sichtbarkeit der Farbe immer auch einen Weg zu ihrem geistig-energetischen Potential birgt“.  Bereits 1993 betonte Saro auf einem Symposion zum Thema Konzept Farbe: „Man kann Farbe auch ganz körperlich erfahren. Ich habe gemerkt, dass ein Bild für mich erst dann fertig ist, wenn ich es nicht nur visuell wahrnehme, sondern wenn es plötzlich durch den Körper strömt. Es bekommt eine Energie, die sich nicht nur aus der Farbe erklären lässt“. Saros Bilder entstehen über einen langen Zeitraum. Über viele Monate, manchmal auch Jahre hinweg, werden Farbschichten auf- bzw. abgetragen, bis sich ein labiles Gleichgewicht zwischen Opazität und Transparenz, Begrenzung und Offenheit bildet. Scheinbar monochrome und klar gegliederte Farbfelder lösen sich bei längerer Betrachtung auf zugunsten einer Vielfalt der Farberscheinungen.
Die Malerei der jüngeren Zeit lässt diesen Aufbau des Bildes aus zwei oder mehreren Feldern zurück und begreift die Bildfläche als eine Totalität der Farbe, ohne jeden Halt durch eine Gliederung. Mit Saros eigenen Worten: „An den abstrakten Expressionismus erinnernde, spontan und gestisch gesetzte Farbflecken gelangen, sobald man die Farben auf sich einwirken lässt, zur Ruhe. Das Gestische dieser Malerei möchte ich nicht als Selbstzweck verstanden wissen. Es geht mir vielmehr um eine Bewegung im Bild, die in der Farbe zur Ruhe gelangt. Die neuen Arbeiten sind für mich bewegt und ruhig zugleich“.

## Einzelausstellungen
- 2015: Josef Albers Museum Quadrat Bottrop „Ricardo Saro-Calle Madrid“ (Katalog)
- 1994: Westfälischer Kunstverein Münster „Ricardo Saro-Malerei“ (Katalog)
- 1993: Sprengelmuseum Hannover „Ricardo Saro-Malerei“'

## Gruppenausstellungen
- 2014: Kunsthalle Weishaupt, Ulm. „Leben mit Kunst“
- 2013: Museum Ostwall, Dortmund „Anybody can have an idea“
- 2004: Karl-Ernst-Osthaus-Museum, Hagen / Museum am Ostwall, Dortmund  „Farbe als Farbe“ (Katalog)
- 1999/2000: Karl-Ernst-Osthaus-Museum, Hagen „Die Farbe hat mich“ (Katalog)
- 1996: Museum Ostwall, Dortmund „Positionen zur Zeitgenössischen Kunst“
- 1996: Kunstmuseum Bonn „Farbe, Malerei der 90er Jahre“ (Katalog)
- 1989: Wilhelm-Lehmbruck-Museum, Duisburg „Sichtwechsel“ (Katalog)
- 2000: Bundesarbeitsgericht Erfurt 2 Wandarbeiten (Katalog „Kunst am Bau“ Projekte des Bundes 2000–2006)

## Ausstellungskataloge (Einzelausstellungen)
- Katalog  „Blush“ VGH-Galerie Hannover, (72 Seiten, 37 Abbildungen)
- Katalog „Energie der Farbe“ (32 Seiten, 16 Abbildungen)
- Katalog  „Ricardo Saro-Malerei“ im Westfälischen Kunstverein, Münster. (70 Seiten, 24 Abbildungen)
- Katalog „Ricardo Saro-Malerei“ Kunstverein Arnsberg. Text: Bernd Growe (zwischen Farben)
- Buch, „Ricardo Saro“ eine Monografie,  in Kunst der Gegenwart aus Niedersachsen Band 52 (88 Seiten, 60 Abbildungen)

## Auszeichnungen
- 1993: Sprengelpreis für Bildende Kunst, verbunden mit einer Einzelausstellung im Sprengelmuseum Hannover

## Artikel in Kunstzeitschriften
- Heinz Liesbrock, Der geduldige Aufbau der Farbe. In Frankfurter Allgemeine 09. Nov. 1990
- Heinz Liesbrock, Ricardo Saro, Malerei, in Kunstforum Bd. III 1991
- Raimund Stecker, Kunst ist die geistige Umwertung der Materie, in das Kunstwerk 4 XLIII
- Ralf Kulschewski, die Biographie der Farbe. Zur Farbmalerei und den neuen Arbeiten von Ricardo Saro
- In KUNSTzeit 4/1997

## Ausstellungsbeteiligungen (Auswahl)
2017
- EINS aus ZWEI, Diptychen aus der Stiftungssammlung. Dr. Carl Dörken Galerie, Herdecke

2016
- Tomorrow/morgen, Neue Kunst in alten Gärten, Lenthe

2014
- Leben mit Kunst. 50 Jahre Sammlung Siegfried und Jutta Weishaupt, Kunsthalle Weishaupt, Ulm

2013
- Das Glück des Sammelns. Werke aus privatem Kunstbesitz, KunstHaus Potsdam.
- Anybody can have an idea. Sammlung in Bewegung, Museum Ostwall, Dortmund

2012/11
- Stade-Altes Land, Kunsthaus Stade

2004
- Farbe als Farbe. Bilder der Dr. Carl Dörken Stiftung. Karl-Ernst-Osthaus-Museum, Hagen Museum am Ostwall, Dortmund (Kat.)

2000/1999
- Die Farbe hat mich. Karl-Ernst-Osthaus Museum, Hagen (Kat.)

1996
- Positionen zur Zeitgenössischen Kunst, Museum am Ostwall, Dortmund.
- Farbe, Malerei der 90er Jahre, Kunstmuseum Bonn (Kat.)

1995
- Sinn für Farbe, Kunstverein Grafschaft Bentheim e.v. (Kat.)

1993
- Profile, Impulse V, Kunstverein Lingen (Kat.)

## Wandmalereien
2002
- Upside Down Inside Out. NORD-LB, Magdeburg (Wandmalerei)

2001
- Felder und Räume. Finanz IT, Hannover (Wandmalerei)

2000
- Work Together. Bundesarbeitsgericht, Erfurt (Wandmalerei)

## Werke in öffentlichen Sammlungen
- Folkwang Museum, Essen
- Sprengelmuseum, Hannover
- Josef Albers Museum Quadrat, Bottrop
- Kunstmuseum, Bonn
- Museum Ostwall, Dortmund
- Sammlung Weishaupt, Ulm
- Sammlung Würth
- Dr. Carl Dörken Stiftung, Herdecke
- Deutscher Sparkassen und Giroverband, Berlin
- Niedersächsische Sparkassenstiftung, Hannover
- NORD LB, Magdeburg
- Finanz IT, Hannover
- VGH, Hannover

## Bibliographie
- Michael Stoeber, „Vom Glück des Gleichgewichts“, Ricardo Saro. Blush, Ausstellungskatalog, VGH galerie Hannover 2014
- Erich Franz, „Energie der Farbe“, Ricardo Saro. Energie der Farbe, Ausstellungskatalog, Kunstverein Lippstadt 2012
- Ulrike Schick, „Ricardo Saro“, Sammlung der Sparkasse Stade, Ausstellungskatalog, Kunsthaus Stade 2011
- Michael Bockemühl, >Blush< Farb-Erscheinen: „Wie Rot wird und sich begrenzt“, Farbe als Farbe, Bilder der Werner Richard-Dr. Carl Dörken Stiftung, Ausstellungskatalog, Ernst Osthaus-Museum Hagen und Museum am Ostwall Dortmund 2004
- Michael Bockemühl, „Melokotón“, Michael Fehr (Hrsg./ed.), Die Farbe hat mich. Positionen zur nicht-gegenständlichen Malerei, Karl Ernst Osthaus-Museum Hagen 2000
- Michael Stoeber, „Das Bild als Palimpsest-zum Werk von Ricardo Saro“, Ricardo Saro, Kunst der Gegenwart aus Niedersachsen, Band 52/2000
- Ralf Kulschewskij, „Die Biographie der Farbe. Zur Farbmalerei und zu den neuen Arbeiten von Ricardo Saro“, KUNSTzeit, 4/1997
- Stefan Gronert, „Ruhige Energie. Zur Malerei von Ricardo Saro“, Malerei der 90er Jahre, Ausstellungskatalog, Kunstmuseum Bonn 1996
- Michael Bockemühl, „Farb-Erscheinen (Wie Rot wird und sich begrenzt)“ Ausstellungskatalog, Kunstverein der Grafschaft Bentheim 1995
- Lothar Romain, „Konzentrieren und Balancieren“, Orte der Stille, Ausstellungskatalog, Medienzentrale der ev.- luth. Landeskirche Hannover 1995
- Bernd Growe, „Opake Farben“, Ricardo Saro, Ausstellungskatalog, Westfälischer Kunstverein, Münster 1994
- Heinz Liesbrock, „Farbe ist Energie“, Ricardo Saro, Ausstellungskatalog, Westfälischer Kunstverein, Münster 1994
- Alexandra Glanz, „Im Niemandsland“, SZENE Hannover, Ausstellungskatalog, Kunstverein Hannover 1992
- Heinz Liesbrock, „Ricardo Saro. Malerei“, Kunstforum, Bd. III 1990
- Raimund Stecker, „Kunst ist die geistige Umwertung der Materie“, das Kunstwerk, 4XLIII 1990
- Bernd Growe, „zwischen farben“, Ricardo Saro, Ausstellungskatalog, Kunstverein Arnsberg 1990